# 浮気なぼくら (インストゥルメンタル)
『浮気なぼくら（インストゥルメンタル）』 (うわきなぼくら（インストゥルメンタル）、英語: NAUGHTY BOYS INSTRUMENTAL)は、1983年7月27日にアルファレコード（¥ENレーベル）よりリリースされた、YMOのリミックス・アルバム。

## 解説
アルバム『浮気なぼくら』に収録されたボーカルをシンセサイザーに置き換えたインストゥルメンタル・アルバム。シングル「過激な淑女」と同時発売。ジャケット写真は加納典明が手掛ける。
このアルバムはアルファレコード主導でリリースされたもの。「Produced by Y.M.O.」と明記されているが、細野晴臣はリリース打診を承諾したに留まる。この時期のYMOはテレビの歌謡曲番組への出演を積極的に行っていたが、出演の際はかつての「フルバンド・生演奏」ではなく、「楽器を弾く真似・カラオケテープを回して歌う」の方法を採用していた。アルバムはそのカラオケ音源を使ったものであり、商品化においては坂本龍一が全曲のアレンジおよびオーバーダビングを行った。
2003年当時のソニーからの再発盤は、オリジナル『浮気なぼくら』と初めてセット（2枚組）で再発。以降の再発も全て『浮気なぼくら』とのセットとなっている。

## 背景
アルバム『浮気なぼくら』リリース後、5月26日には坂本が出演した映画『戦場のメリークリスマス』が公開された。6月11日にはNHK教育トーク番組『YOU』（1982年 - 1987年）にメンバー3人で出演、6月12日にはNHK総合音楽番組『レッツゴーヤング』（1974年 - 1986年）に出演した。6月には20日に『戦場のメリークリスマス』をピアノのみで演奏した坂本のカセットブック『Avec Piano』、21日には坂本と細野が参加したかしぶち哲郎のアルバム『リラのホテル』、25日には高橋のソロシングル「前兆」がそれぞれリリースされた。
7月9日に細野は越美晴のレコーディングに参加するためベルギーへと向かった。細野と越はテレックスの曲「ラムール・トゥージュール」を強く好んでいたためにテレックスとの共同作業としてこのレコーディングが実現した。7月25日にはフジテレビ系音楽番組『夜のヒットスタジオ』（1968年 - 1985年）に出演し、「過激な淑女」と「WILD AMBITIONS」を演奏した。また同日の朝日新聞において、「YMOは天才のトップ・ブランドです」という広告が掲載された。

## 構成
- 「君に、胸キュン。」が同シングルカップリング曲「CHAOS PANIC」、「以心電信（予告編）」が「以心電信（フル・ヴァージョン）」に置き換わる。
- 曲順が入れ替わる（「音楽」と「邂逅」、「Opened My Eyes」と「希望の河」）。
- 一部曲で、オリジナルにないパートが追加・又は置き換えられる。
- 使用機材はプロフェット5、Emulator、ローランドMC-4、ローランドTR-808、リン・ドラム、シモンズ（シンセドラム）が挙げられる。

## リリース
1983年7月27日にアルファレコードからLPレコード、カセットテープの2形態でリリースされた。
1990年2月25日に初CD化され、その後も再リリースとして1994年6月29日にCDのみ再リリースされ、1998年1月15日には紙ジャケット仕様として再リリースされた。
1999年9月22日には細野監修によるリマスタリングが施され、ライナーノーツをチボ・マットが担当する形で東芝EMIより再リリースされた。
2003年1月22日には坂本監修により紙ジャケット仕様にて、さらに『浮気なぼくら』との2枚組でソニー・ミュージックハウスより再リリース、音源は1999年の細野監修によるものが採用された。
2010年9月29日にはブルースペックCDとして『浮気なぼくら』との2枚組で再リリースされた、2019年8月28日にはSACDハイブリッドとして『浮気なぼくら』との2枚組で再リリースされた。

## チャート成績
オリコンチャートではLPでは最高位18位、CTでは最高位34位を獲得、LPは登場回数7回、CTは登場回数5回となり、売り上げ枚数はLPで2.1万枚、CTで1.0万枚、累計では3.1万枚となった。

## 収録曲
| 全編曲: YMO。 |                                |           |                    |      |
| #             | タイトル                       | 作詞      | 作曲               | 時間 |
| 1.            | 「CHAOS PANIC」                |           | 細野晴臣           | 4:12 |
| 2.            | 「EXPECTED WAY／希望の路」     |           | 高橋幸宏           | 4:34 |
| 3.            | 「FOCUS」                      |           | 高橋幸宏、細野晴臣 | 3:43 |
| 4.            | 「KAI-KOH／邂逅」              |           | 坂本龍一           | 4:26 |
| 5.            | 「EXPECTING RIVERS／希望の河」 |           | 高橋幸宏、坂本龍一 | 4:37 |
| 合計時間:     | 合計時間:                      | 合計時間: | 21:32              |      |

| 全編曲: YMO。 |                                           |           |                    |      |
| #             | タイトル                                  | 作詞      | 作曲               | 時間 |
| 6.            | 「YOU'VE GOT TO HELP YOURSELF／以心電信」 |           | 高橋幸宏、坂本龍一 | 4:19 |
| 7.            | 「LOTUS LOVE」                            |           | 細野晴臣           | 4:05 |
| 8.            | 「ONGAKU／音楽」                          |           | 坂本龍一           | 3:25 |
| 9.            | 「OPENED MY EYES」                        |           | 高橋幸宏           | 3:43 |
| 10.           | 「WILD AMBITIONS」                        |           | 細野晴臣、坂本龍一 | 5:11 |
| 合計時間:     | 合計時間:                                 | 合計時間: | 20:43              |      |

## 曲解説

### A面
1. CHAOS PANIC
2. EXPECTED WAY／希望の路
3. FOCUS
冒頭にドラムの音が追加されている。
4. KAI-KOH／邂逅
5. EXPECTING RIVERS／希望の河

### B面
1. YOU'VE GOT TO HELP YOURSELF／以心電信
2. LOTUS LOVE
3. ONGAKU／音楽
オリジナルにはないピアノが追加されている。
4. OPENED MY EYES
5. WILD AMBITIONS
オリジナルにはないベースが追加されている。間奏のエレクトリック・ピアノがアコースティック・ピアノに置き換わっている。

## スタッフ・クレジット

### 参加ミュージシャン
- YMO
  - 細野晴臣
  - 坂本龍一
  - 高橋幸宏
- ビル・ネルソン - ギター

### スタッフ
- 井上嗣也 - アート・ディレクション
- INOUE UEDA and SAKASHITA for BEANS - デザイン
- 加納典明 - 写真撮影

## リリース履歴
| No. | 日付          | 国名     | レーベル                       | 規格             | 規格品番                      | 最高順位 | 備考                                                                                       |
| --- | ------------- | -------- | ------------------------------ | ---------------- | ----------------------------- | -------- | ------------------------------------------------------------------------------------------ |
| 1   | 1983年7月27日 | 日本     | アルファレコード／YEN          | LP CT            | YLR-20002 (LP) YLC-20002 (CT) | 18位     |                                                                                            |
| 2   | 1984年        | オランダ | Pick Up Records                | LP               | LPU 0015                      | -        |                                                                                            |
| 3   | 1990年2月25日 | 日本     | アルファレコード               | CD               | ALCA-13                       | -        |                                                                                            |
| 4   | 1994年6月29日 | 日本     | アルファミュージック           | CD               | ALCA-9046                     | -        |                                                                                            |
| 5   | 1998年1月15日 | 日本     | アルファミュージック           | CD               | ALCA-5223                     | -        | 紙ジャケット仕様                                                                           |
| 6   | 1999年9月22日 | 日本     | 東芝EMI                        | CD               | TOCT-24241                    | -        | 細野晴臣監修、リマスタリング盤、ライナーノーツ：チボ・マット                               |
| 7   | 2003年1月22日 | 日本     | ソニー・ミュージックハウス     | CD               | MHCL-210~1                    | 76位     | 坂本龍一監修、紙ジャケット仕様、『浮気なぼくら』との2枚組                                  |
| 8   | 2004年2月2日  | カナダ   | エピック・レコード             | CD               | E2K 91846                     | -        | 『浮気なぼくら』との2枚組                                                                  |
| 9   | 2010年9月29日 | 日本     | ソニー・ミュージックダイレクト | ブルースペックCD | MHCL-20108~9                  | 254位    | 1999年リマスタリング音源、紙ジャケット仕様、スーパーピクチャーCD 『浮気なぼくら』との2枚組 |
| 10  | 2019年8月28日 | 日本     | ソニー・ミュージックダイレクト | SACDハイブリッド | MHCL-10117~8                  | -        | Bob Ludwigリマスタリング音源 『浮気なぼくら』との2枚組                                     |